# سنديان غشائي
سنديان غشائي (الاسم العلمي: Quercus lamellosa)، نوع من السنديان الأصلي في جبال الهيمالايا والجبال المجاورة من التبت ونيبال الشرقية وبقدر ما في قوانغشي وشمالي تايلاند، وينمو على ارتفاعات 1300-2500 م.